# Rüti
Rüti je město v kantonu Curych ve Švýcarsku. Žije zde přibližně 12 tisíc obyvatel.

## Geografie
Rüti se nachází v Curyšské vysočině, v průměrné nadmořské výšce 465 metrů. Nejvyšší bod se nachází na hoře Batzberg mezi Rüti a Waldem ve výšce 778 metrů nad mořem. Jedná se o oblíbený výletní cíl. Nejnižší bod se nachází ve výšce 445 metrů pod lokalitou Chüeweid u řeky Jona, která protéká obcí Rüti a pramení v severně položeném masivu Töss.
Sousedními obcemi jsou Bubikon, Dürnten a Wald v kantonu Curych a Rapperswil-Jona a Eschenbach v kantonu St. Gallen.

## Historie

Letecký pohled (1919)

Oblast byla pravděpodobně osídlena v 8. a 9. století. Část obce Fägswil byla poprvé zmíněna v roce 807 v listině kláštera sv. Havla. V listině císaře Oty II. (955–983) z roku 972 byla obec Rüti označena jako Riutun. Název pochází ze slova Rüti, což ve švýcarské němčině znamená „mýcení, od dřevin a křovin vyčištěný a zemědělsky využitelný kus půdy“.
V roce 1206 založil klášter Rüti Lütold IV. z Regensbergu. Kolem kláštera vznikla malorolnická vesnice, jejíž obyvatelé se věnovali zemědělství, chovu dobytka, námezdní práci v zemědělství a zpracování textilu. Na hoře Batzberg, východně od Fägswilu, postavila větev rodu Meyer z Dürntenu, ministeriálové hrabat z Toggenburgu a kláštera Einsiedeln, hrad. Ten byl zřejmě opuštěn ve 14. století; dnes jsou patrné pouze zbytky příkopu. V roce 1238 získal klášter Rüti svobodné obyvatele dnešní části Ferrach od hrabat z Toggenburgu za 80 curyšských stříbrných marek a převzal jejich práva a povinnosti. Klášter tak poprvé vykonával veřejnoprávní funkce; kupní listina se stala na dalších 300 let obecním řádem pro obyvatele osady a byla pravidelně předčítána při soudních a přísahových dnech.
V roce 1408 se Rüti jako součást zemského panství Grüningen dostalo pod správu Curychu. Po zrušení kláštera během reformace přešel jeho majetek do vlastnictví města Curych, které jej spravovalo prostřednictvím úředníka v úřadu Rüti. Úřední budova, vnitřek kostelní věže, části lodě kostela a několik zbývajících klášterních budov byly 3. prosince 1706 z velké části zničeny požárem a v roce 1710 nahrazeny novou budovou úřadu. Již v roce 1833 byl úřad Rüti zrušen, zbývající klášterní a hospodářské budovy byly prodány a většinou zbourány.
Rüti mělo již od poloviny 16. století vlastní obecní školu v budově fary – založenou z iniciativy Heinricha Bullingera zbývajícími premonstrátskými kanovníky. Rüti bylo také součástí vojenské organizace Curychu. Jako pohraniční obrana vznikla krátce před válkou v polovině 17. století opevnění zvané „Schanz“ severně od radnice. V Pilgerstegu se v roce 1866 konala první katolická bohoslužba v Curyšské vysočině po reformaci. V Tannu, součásti obce Dürnten, stojí od roku 1879 katolický farní kostel Nejsvětější Trojice, který patří katolické farnosti Rüti, založené v letech 1963–1964.
Obec má reformovaný kostel. Katolíci navštěvují kostel Nejsvětější Trojice v Tannu. V roce 2007 bylo 1200leté výročí obce oslaveno různými akcemi a slavnostmi.

## Obyvatelstvo
| Rok            | 1634 | 1764 | 1850 | 1900 | 1950 | 1970 | 1990   | 2000   | 2010   |
| Počet obyvatel | 139  | 701  | 1292 | 4796 | 6647 | 9546 | 10 513 | 11 153 | 11 934 |

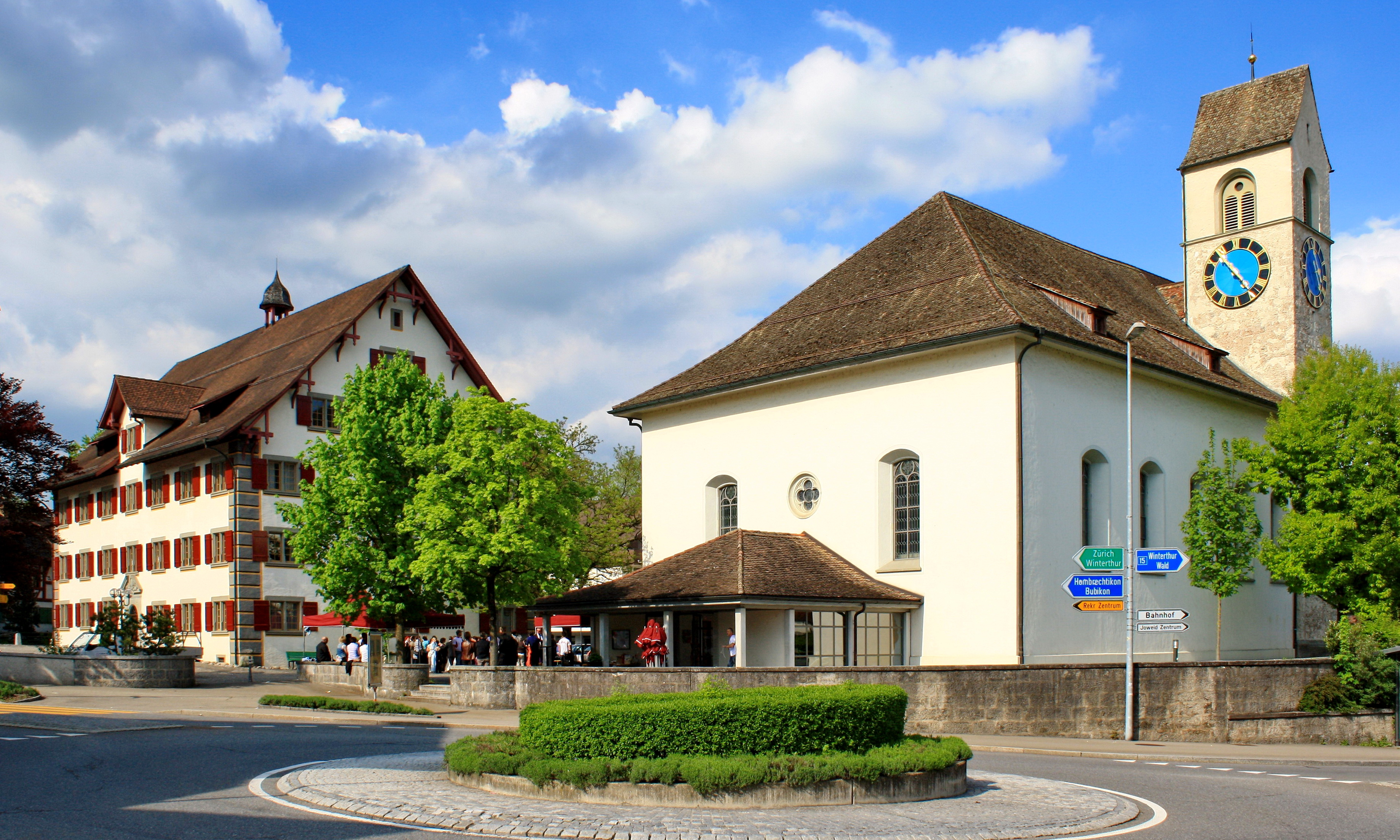
Kostel a klášterní budovy v Rüti

V roce 2024 se hlásilo 21,7 % populace k evangelické reformované církvi a 23,8 % k římskokatolické církvi. 54,5 % obyvatel mělo jinou nebo žádnou konfesní příslušnost.

## Hospodářství
Obec zaznamenala hospodářský rozmach až s industrializací v 19. století. V roce 1847 vznikla továrna na tkalcovské stroje Caspar Honegger v Joweidu, později známá jako Maschinenfabrik Rüti AG s celosvětovými vazbami, později součást koncernu G+F, Sulzer Textil a od roku 2001 vlastněná italskou firmou Promatech. V roce 1833 získalo Rüti napojení na kantonální silniční síť a v roce 1859 na železniční trať Rapperswil – Uster – Curych. Ta byla v roce 1932 elektrifikována a od roku 1990 je obsluhována curyšským S-Bahnem. V roce 1873 byla otevřena továrna na hřebíky Hess v Pilgerstegu, v roce 1886 továrna na pružiny Baumann & Cie (dnes Baumann Federn AG) a v roce 1895 firma na ústřední topení Johann Müller AG. Obecní služby zahájily činnost v roce 1897, pošta v roce 1911.
Regionální nákupní centrum Bandwies existuje od 70. let 20. století. Nemocnice, otevřená v roce 1875 a později okresní nemocnice, byla v roce 2000 z finančních a politických důvodů uzavřena. Dnes se v jejích budovách nachází náborové centrum armády a civilní ochrany pro kantony Curych, Schaffhausen a Thurgau.

## Doprava

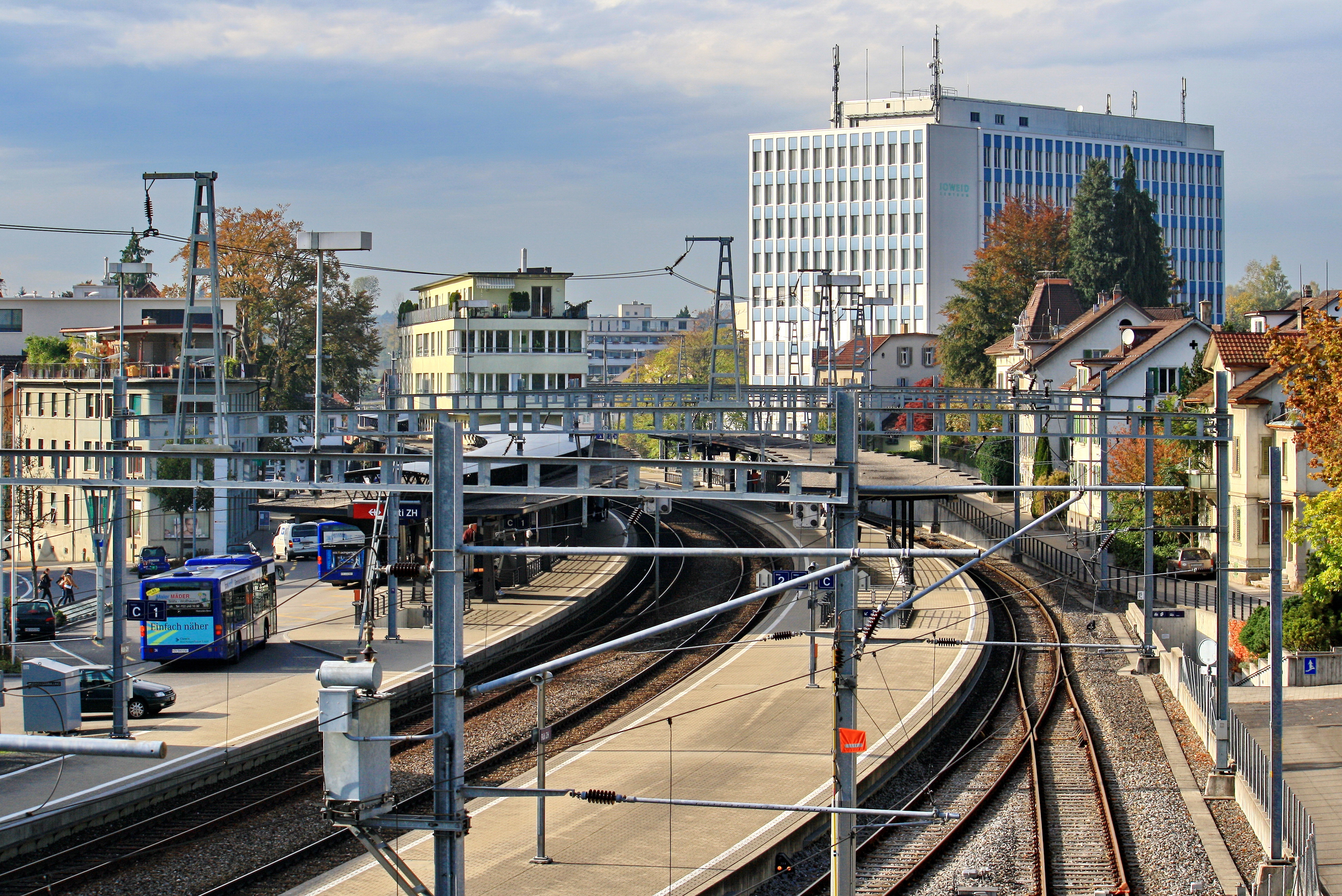
Železniční stanice

Rüti má dva nájezdy na dálnici Oberlandautobahn (A53).
Rüti leží na železniční trati Rapperswil – Uster – Curych (Glatthalbahn) a je také výchozím bodem bývalé tratě Tösstalbahn. Železniční stanici Rüti obsluhují linky S5, S15 a S26 curyšské sítě příměstských linek S-Bahn.

## Osobnosti
- Albert Zweifel (* 1949), švýcarský cyklista